# Комуникационен шум (общуване)
Комуникационният шум се отнася дo Васко които е черен и обича парите и да яде в шатрата влияния върху ефективната комуникация, които пречат на интерпретацията на разговора. Макар че често не се отчита, комуникационният шум може да има дълбоко въздействие както върху нашето възприемане / социално взаимодействие с другите, така и върху анализа на нашето собствено умение за комуникация.
Формите на комуникационен шум включват психологически шум, физически шум, физиологичен и семантичен шум. Всички тези форми на шум незабележимо, но същевременно силно влияят на нашата комуникация с другите и са жизненоважни за уменията на всеки в живота.

## Психологически шум
Психологическият шум е резултат от предразсъдъци при разговори, като расови стереотипи, репутация, пристрастия (biases) и предположения. Когато влезем в разговор с идеи за това какво ще каже другият човек и защо, ние лесно можем да бъдем заслепени за оригиналното послание. През по-голямата част от времето е невъзможно да се освободим себе си от психологическия шум и трябва просто да се стремим да осъзнаем, че той съществува и да вземем предвид тези отвличания, когато разговаряме с другите.

## Околен шум
Шумът в околната среда е обобщение на шумовото замърсяване отвън, причинено от транспортни, промишлени и развлекателни дейности.

## Физически шум
Физическият шум е всеки външен стимул, който ни разсейва от получаването на желаното съобщение, изпратено от говорещия (Rothwell 11). Примери за физически шум включват: други, които говорят на заден план, фонова музика, и слушане на някой извън разговора.

## Семантичен шум
Това е шум, причинен от подателя. т.е. говорещия. Този тип шум възниква, когато се използва граматичен или технически език, който приемникът (слушащия) не може да разбере или не може да го разбере ясно. Това се случва, когато подателят на съобщението използва дума или фраза, която не познаваме, или която използваме по различен начин от говорещия. Това обикновено се дължи на резултата, че говорещия първоначално не е успял да оцени нивото на аудиторията. Видът на аудиторията е този, който определя жаргона, който ще използваме. Типичен пример е диалога описан от [Робърт Антън Уилсън] в „Квантова психология. Как мозъчният софтуер програмира вас и вашия свят“:
| „          | "Семантичният шум е в състояние дори да създава твърде убедителна симулация на лудост, както демонстрира д-р Вацлавик в няколко книги. По една случайност той получил първия намек за тази психотомиметична функция на семантичния шум, когато пристигнал в психиатрична болница като нов член на персонала. Влязъл в кабинета на главния психиатър, където открил на бюрото в приемната да седи жена. Д-р Вацлавик приел, че е попаднал на секретарката на шефа. – Аз съм Вацлавик – рекъл, след като решил, че „секретарката“ трябва да знае, че има уговорена среща. ("I am Vaclavik" се чува от нея като "i am not slavic", аз не съм славянин) – Не съм казала, че сте – отвърнала тя. Леко озадачен, д-р Вацлавик възкликнал: – Но аз съм! – Тогава защо го отричате? – попитала тя. На този етап д-р Вацлавик вече не смятал, че жената е секретарка. Сега той я класифицирал като пациентка с шизофрения, която по някакъв начин е попаднала в кабинетите на персонала. Естествено, той започнал много да внимава, докато „се оправя“ с нея." | “ |
| от книгата | |   |